# Ярослав Велінський
Яросла́в Велі́нський (чеськ. Jaroslav Velinský, 18 грудня 1932, Прага — 19 лютого 2012, Усті-над-Лабем) — чеський музикант, автор та виконавець тремпівської музики, письменник-фантаст та автор детективних творів. У творчому середовищі він був відомий під псевдонімом Капітан Кід (чеськ. Kapitán Kid).

## Біографія

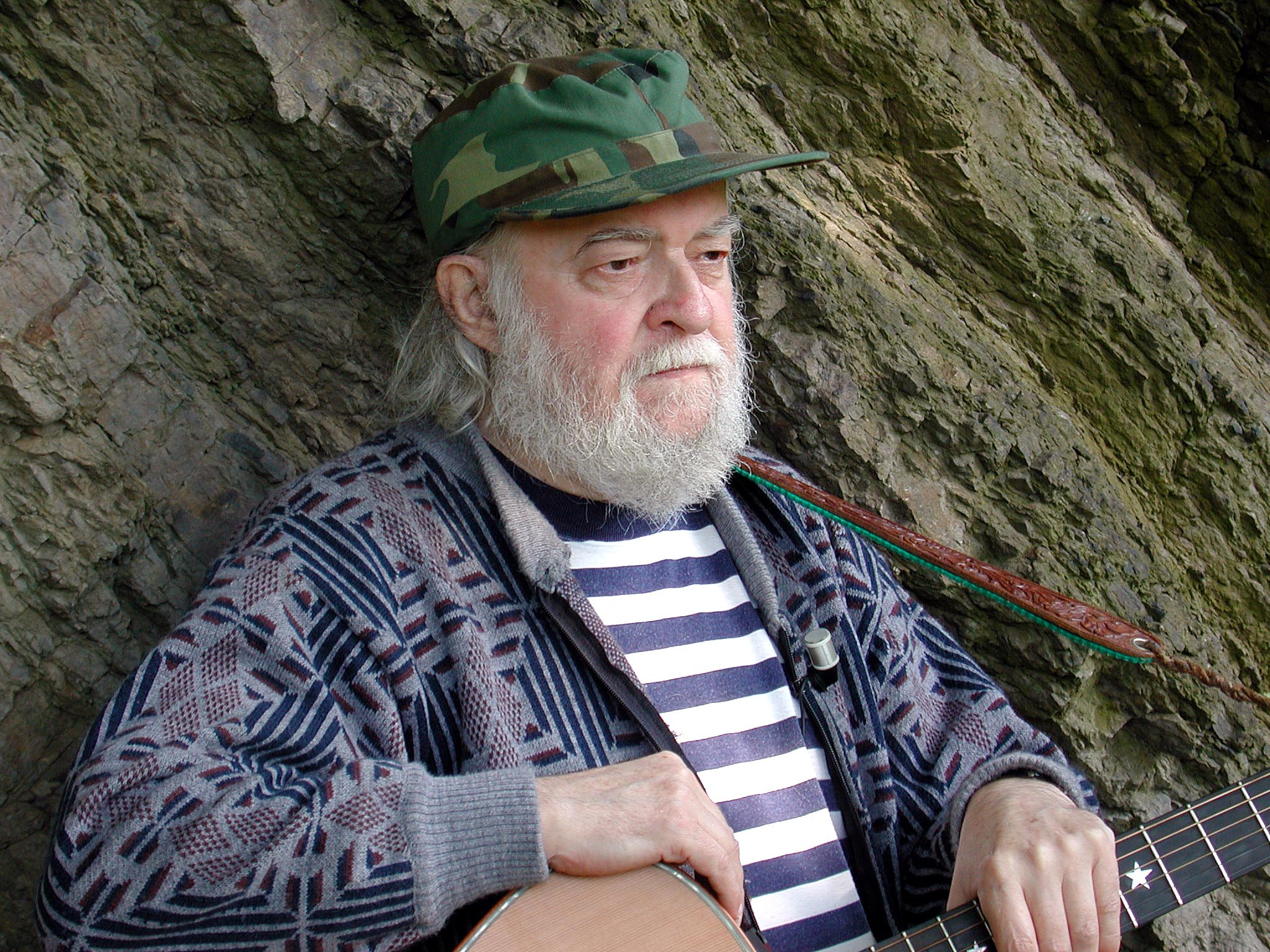
Ярослав Велінський — Капітан Кід

Ярослав Велінський народився у Празі. за час свого життя він змінив чимало професій: був шахтарем, токарем, нічним сторожем в зоопарку, працівником стадіону, а пізніше працював також художнім керівником в ліберецькому музичному театрі, художником, графічним дизайнером і топографом. У 50-х роках ХХ століття він приєднався до руху тремпів, тоді ж він написав свої перші тремпівські пісні, а в 1967 році в Усті-над-Лабем разом з інженером Їржі Шосвальдом організував музичний фестиваль «Porta», в якому сам Велінський тривалий час був активним учасником, та виграв низку призів — як автор пісень, так і як виконавець (гра на банджо та на свінг-гітарі). Він також є автором багатьох тремпівських пісень, які стали популярними в народі. Ярослав Велінський видав також низку альбомів тремпівських пісень, перший з яких «No to se zná» вийшов у 1983 році.

У 1969 році Велінський видав свій перший науково-фантастичний роман «Записки з Гарту/Леонора» (чеськ. Zápisky z Garthu/Leonora). Окрім фантастики він також писав детективні твори, а також твори для молоді. Зі слів чеських літературознавців, «випадковий детектив» Ота Фінк, який є героєм більшості детективних творів Велінського і за описом у творах є токарем, став таким популярним тому, що він добре розбирався в людській психології та прекрасно розумів повсякденні проблеми простих чехів. Ці романи порівнюють з романами Діка Френсіса. Для читачів детективні твори з Отою Фінком були легкозрозумілими, тому що вони знаходили в них знайомі їм ситуації з власного життя, а детективні прийоми були лише антуражем до опису реальних життєвих ситуацій. За словами перекладача англомовної літератури чеською мовою Франтішека Юнгвірта «Якщо в нашій літературі є Філіп Марлоу, то це Ота Фінк з творів Ярослава Велінського» 
Оригінальний текст (чес.)
Má-li naše literatura svého Philipa Marlowa, je jím Ota Fink z knih Jaroslava Velinského.
Ярослав Велінський також деякий час займався видавничою діяльністю. У 1999 році він заснував власне авторське книговидавництво «Kapitán Kid» на базі Товариства шанувальників Капітана Кіда. Цей клуб служив сполучною ланкою між читачами його книг і шанувальниками його музики. Велінський активно використовував базу даних клубу та мав тісні контакти зі своїми шанувальниками задля оптимального планування своєї творчості. Це стосувалось не лише вартості книг і компакт-дисків, а й також оптимізації вибору тем та співвідношення літературних і музичних творів. Результатом цих дій стала поява високоефективного видавництва, яке друкувало оригінальні книги та музичні компакт-диски під замовлення.
У липні 2011 року на своєму дискусійному форумі Ярослав Велінський розмістив повідомлення, що він хворий на рак легень. Після тривалої боротьби з хворобою Ярослав Велінський помер 19 лютого 2012 року в лікарні міста Усті-над-Лабем.

## Творча діяльність

### Фантастика
Ярослав Велінський розпочав свою літературну діяльність із публікації у 1969 році науково-фантастичного роману-катастрофи «Записки з Гарту/Леонора» (чеськ. Zápisky z Garthu/Leonora). Після цього він тривалий час писав переважно короткі оповідання, які публікувалися зокрема в північночеському виданні «Průboj», в журналі «Technický týdeník», а також у різних антологіях. У 1984 році вийшов його роман «День і ніч» (чеськ. Den a noc), розповідь у якому ведеться від імені журналістки Крісти Біґґз, а дія відбувається в Антарктиді у ХХІ столітті. Складовою частиною серії творів про Крісту Біґґз є також кілька оповідань, одне з яких видане разом із романом, та носить назву «Подорож лицаря Гаральда в країну Обрасіль» (чеськ. Putování rytíře Haralda do země Obrasilské), а в 1995 році він опублікував ще два оповідання про Крісту Біґґз. Пізніше ця серія продовжилась ще двома оповіданнями в 2007 і 2010 роках. У 1993—1994 роках Велінський вирішив створити першу чеську космічну оперу під назвою «S.I.Man Dan Young», проте вийшло тільки 9 частин з запланованої серії, і подальше видання твору було зупинене.
У 1995 році вийшов друком роман Велінського «Енґерлінґи» (чеськ. Engerlingové), утопічний роман про групу людей, які вирішили перейти жити в штучно створений «кращий» світ під землею. Цей роман був відзначений Академією наукової фантастики, фентезі та горору як кращий роман року. У цьому ж році вийшла друком друга частина роману «Записки з Гарту/Леонора». У 1996 році він видав книгу атипової фентезі «Дзвілла» (чеськ. Dzwille), а в 1999 році «чародійську історію з сучасності» під назвою «Кордони помсти» (чеськ. Hranice pomsty). З 2008 до 2012 року виходила серія з трьох збірок оповідань про лейтенанта космічного Інтерполу Дана Янга, останній з яких вийшов уже після смерті письменника.

### Детектив
Одночасно з початком творення фантастики Ярослав Велінський розпочинає публікувати детективні твори. У 1969 році він опублікував свій перший детективний роман під назвою «Справедливий пістолет» (чеськ. Spravedlivá pistole), головним героєм якого є криміналіст на пенсії Августин Великий та його друзі. Наступні романи з цієї серії вийшли у світ у 1972 році (автор там виступив під псевдонімом «Вацлав Рабський»), третій у 1990 році надрукований як перший випуск чеського pulp-журналу, а четвертий твір з цієї літературної серії опублікований у 2010 році під псевдонімом «Капітан Кід».
У 1984 році Ярослав Велінський започаткував серію творів про детектива-самоука Оту Фінка, який за своєю основною професією є токарем. Дія цих творів відбувалась у 50—60-х роках XX століття, і першим твором із цієї серії був роман «Тьмяний колодязь» (чеськ. Tmavá Studnice), й до 2012 року вийшло більш ніж 10 творів про Оту Фінка. З 1995 року до них додались також твори з цим же головним героєм, але тепер уже в якості співвласника детективного агентства «Дискрет», першим з яких став роман «Кінець перського принца» (чеськ. Konec perského prince). На початку 90-х років XX століття Велінський робив спроби відродити серію детективних творів чеських авторів початку ХХ століття про вигаданого американського приватного детектива Леона Кліфтона, перший твір із цієї серії «Жертви озера Мічиган» (чеськ. Oběti jezera Michigan) вийшов друком у 1991 році, останні твори з цієї серії «Сім вішалок» (чеськ. Sedm oběšenců) і «Пекельна брама» (чеськ. Pekelná brána) вийшли в одній збірці в 1994 році. окрім того, детективом за жанром є і його роман «Знак стрільця» (чеськ. Ve znamení střelce), написаний у стилі жіночого роману, який письменник опублікував під псевдонімом «Агата Біла».

### Пригодницька література
Ярослав Велінський є також автором кількох пригодницьких творів для молоді. У 1987 році він опублікував історичний роман з часів гуситських воєн «Чоловік на зеленому полі» (чеськ. Muž v zeleném poli). У 1989 році він видав роман «Шляхи драккарів» (чеськ. Cestou dračích lodí), а в 1991 році «Курс на північ» (чеськ. Přídí k severu), у яких описуються події доби вікінгів. У 1993 році він випустив у світ роман «El Hombre Dorado» під найвідомішим своїм псевдонімом «Капітан Кід», у якому розповідається про пошуки золота інків. У 2003 році він також опублікував пригодницький роман «Останні секрети Яна Т.» (чеськ. Poslední tajemství Jana T.), за сюжетом подібного до серії коміксів Ярослава Фоглара «Швидкі стріли». Також у 1991—2002 роках Велінський опублікував низку творів про Дикий Захід, частину з них під псевдонімом «Чарлі П. Стоунбрідж».

### Твори для театру
У 1960-х роках Ярослав Велінський розпочав також писати п'єси, кілька з яких були показані на сцені Північночеського театру в Ліберці, а також місцевого музичного театру, проте жодна з них не була надрукована. У 1975 році до 30-річчя звільнення Чехословаччини від німецької окупації він написав п'єсу «До того, як зійшло сонце» (чеськ. Než vyšlo slunce), яка була поставлена в міському театрі Шумперка. У 2000 році він також написав пародійну п'єсу на одне з оповідань Агати Крісті.

### Інша література
Ярослав Велінський також є автором документального роману «Випадок Атлантіс» (чеськ. Případ Atlantis), який вийшов друком у 2001 році, в якому автор робить спробу прояснити факти з твору Платона про Атлантиду.

### Музика

#### Альбоми
- No to se ví (1983, Supraphon — перший музичний альбом)
- Songy (1992, Multisonic)
- Dávno již (1992, Presston)
- Krinolína(1994, Supraphon)
- Schizokrajné lásky (1995, Baroko&Fox)
- Staré trampské písně (1996, Tonus)
- Písně moří a kaňonů (1997, Pupava)
- Zpověď unaveného clowna (1998, Bonton music)
- 21x Kapitán Kid — Tempo di kůň (2007, Kapitán Kid)
- 21x Kapitán Kid — Dum Dum Dumky (2009, Kapitán Kid)

#### Пісенники
- Trampské písničky Kapitána Kida. Trampské písničky č.2, Ostrava: Česká tábornická unie — PULS, 1969.
- Zpívá Kapitán Kid a jeho přátelé. Praha: OMKVP Kulturního domu hl. m. Prahy, 1977.
- Kapitán Kid, Dávno již PRESSTON.
- Zrezavělý ostruhy. Písně z LP Krinolina. Brno: Konvoj, 1994. ISBN 80-85615-24-X
- Kapitán Kid — 107 písní…. Praha: Evžen Kid Šlechta, 1998.